# Пушкарний Яр
Пушкарний Яр (рос. Ов. Пушкарный) — балка (річка) в Україні у Чугуївському районі Харківської області. Ліва притока річки Сіверського Дінця (басейн Азовського моря).

## Опис
Довжина балки приблизно 4,45 км, найкоротша відстань між витоком і гирлом — 4,14 км, коефіцієнт звивистості річки — 1,07. Формується декількома балками та загатами. На деяких ділянках балка пересихає.

## Розташування
Бере початок на південно-західній околиці села Пушкарне. Тече переважно на північний схід понад селом Таганка і впадає в річку Сіверський Донець, праву притоку Дону.

## Цікаві факти
- У XIX столітті на балці у селі Пушкарне існував вітряний млин[1].